# Classificació de les cavitats dentals de Black

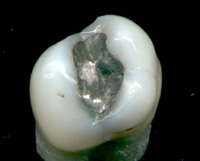
Cavitat dental de classe I

L'odontòleg nord-americà Greene V. Black va establir una classificació de les cavitats dentals que van servir de base per a la seva obturació amb amalgama dental de plata (empastament metàl·lic) que per la seva no adhesió a les parets cavitàries s'havia de fer en una cavitat amb parets retentives; això comunament s'aconseguia mitjançant l'orientació de les parets vestibular i lingual convergents cap a la cara oclusal.
En l'actualitat s'utilitza més el composite (empastament blanc) que s'utilitza amb adhesiu, que ens permet no necessitar cavitats retentives, això es tradueix en una cavitat molt més conservadora i, encara que ja no s'utilitzin aquestes formes cavitats per a l'aplicació de l'amalgama (substituïda pel composite), es continua utilitzant aquesta numeració per a definir el tipus de cavitat.
- Classe I  - Càries a la cara oclusal i només en aquesta cara, normalment estan localitzades en molars però també es troben en premolars, les seves parets vestibulars i linguals són retentives mentre que les parets mesials i distals són divergents conservant l'esmalt en el punt de contacte
- Classe II  - Càries a la superfície interproximal, entre les dents, aquestes són típiques en molars i premolars, el seu diagnòstic ha de ser radiològic a més de visual, ja que en estar entre les dents sempre cal comprovar-ho amb una radiografia, es tracta d'una caixa proximal entre les dents llevant el punt de contacte, amb parets lingual i vestibular convergents cap a l'oclusal. A més, ens podem trobar amb cavitats classe II que tenen càries cap a l'oclusal, llavors la cavitat serà amb la caixa proximal unida a una cavitat Classe I
- Classe III  - Càries a la superfície interproximal del sector anterior i sense afectació de la vora incisal, aquestes càries tenen la dificultat de l'estètica, ja que són cavitats que es veuen al somriure i per això el que se sol intentar és fer la cavitat per la part lingual i treure el mínim a la cara vestibular, la cavitat amb amalgama necessita retenció i es fa la cavitat al costat, una petita cavitat molt fina i molt extensa per proporcionar estabilitat a l'obturació, en l'actualitat s'adhereix a l'esmalt i per ajudar es fa un bisell a l'esmalt
- Classe IV  - Càries a la superfície interproximal del sector anterior i amb afectació de la vora incisal, són càries que es veuen per ambdós costats de la dent i en les que no es pot mantenir la part vestibular de la dent, de fet es treu la zona proximal i s'obtura, de vegades amb bisell a l'esmalt emprant compòsit.
- Classe V  - Càries a les cares lliures dentals, és a dir càries prop, sobre o sota de la geniva, són cavitats que tenen les parets oclusals i apicals convergents cap a l'exterior, és a dir són retentives, amb l'amalgama de plata és com s'aconsegueix l'adhesió i amb composites mitjançant adhesiu però aquesta cavitat si la fem expulsiva les forces oclusals al mossegar ens aniran desenganxant el composite per tant aquesta és l'única cavitat que necessàriament serà amb parets retentives sense dependre del material restaurat.